# Dimitri Vegas & Like Mike
Dimitri Vegas & Like Mike (kurz DVLM oder DV&LM) sind ein belgisches DJ-Duo, bestehend aus den Brüdern Dimitrios „Dimitri“ Anastasios und Michael „Mike“ Karl Thivaios, griechischer Herkunft. Mit ihrer Musik vertreten sie hauptsächlich die Genres Big-Room und Electro-House. In den DJ Mag Top 100 DJs belegten sie 2015 und 2019 jeweils Rang eins. Zusammen mit Steve Aoki treten sie gelegentlich als 3 Are Legend auf. Dimitri Vegas gründete weiterhin 2020 das Projekt Dino Warriors.

## Geschichte

### Bis 2009: Anfänge und erste Erfolge
Nachdem sie in jungen Jahren von ihrem Geburtsland Griechenland nach Willebroek, Belgien, zogen, begann Dimitris Interesse an der Musik zu wachsen, und er fing unabhängig von Mike an, in Diskotheken als DJ aufzulegen. Nach einiger Zeit begann auch sein jüngerer Bruder Mike, sich in die Musik einzubringen. Gemeinsam hatten sie Auftritte in mehreren kleinen Clubs, aber auch beim Radiosender „BeatFM“. Dimitri beschloss im Jahre 1999 jedoch, Flandern zu verlassen, und tourte durch Europa. Er lebte auf Mallorca und kehrte nach Griechenland zurück, bevor er 2003 nach Ibiza zog, wo er auch in großen Clubs wie „Privilege“ and „Space“ auflegte. Im Herbst 2006 kehrte Dimitri nach Belgien zurück, um mit seinem Bruder Like Mike zu arbeiten. Dieser war mehr im Studio tätig und produzierte im Bereich des Hip-Hops.
2007 veröffentlichten sie dann ihren ersten Track Cocain/Eivissa. Durch ihren Remix zum Lied Work That Body des belgischen DJ-Duos Housetrap & Dave Lambert im Jahre 2008 wurde der schwedische DJ Axwell auf die Brüder aufmerksam und mit einem Remix zu Rotterdam Stadt der Liebe von Abel Ramos erhielten sie einen Plattenvertrag bei seinem Plattenlabel „Axtone“. Daraufhin erhielten sie vorerst überwiegend als Remixer viel Aufmerksamkeit. Aufträge für Mixe erhielten sie unter anderem für Künstler wie Jennifer Lopez, Lady Gaga, LMFAO oder Snoop Dogg. Ihre erste offizielle Single erschien in Zusammenarbeit mit dem DJ und Produzenten diMARO und trägt den Titel Control. Die Nachfolger-Single Liquid Skies, die am 26. Mai 2009 als Kollaboration mit der belgischen Produzentin Jade erschien, stellt den ersten Charterfolg des Duos dar.

### 2010–2012: Erfolg beim Tomorrowland und „Smash the House“
Im Frühjahr 2010 gründeten Dimitri Vegas & Like Mike ihr eigenes Plattenlabel „Smash the House“, ein Sublabel des niederländischen Erfolgslabels „Spinnin' Records“, bei dem sie heute noch unter Vertrag stehen. Über „Smash the House“ veröffentlichen sie neben ihren eigenen auch Produktionen von Künstlern wie Blasterjaxx, Twoloud, Dada Life, Wolfpack, Tara McDonald, Mitch Crow, Boostedkids, Michael Calfan und Yves V. Gemeinsam mit zahlreichen anderen DJs starteten sie 2014 eine Label-Tour durch Großbritannien. Des Weiteren wurden sie 2010 ausgewählt, die offizielle Hymne für das Tomorrowland-Festival in Belgien zu produzieren. Daraus entstand das Lied Tomorrow (Give Into the Night) in Kooperation mit dem schwedischen DJ-Duo Dada Life und der Sängerin Tara McDonald. Auch im folgenden Jahr waren sie ebendort die Headliner und sind zum Aushängeschild dieses weltweit beliebten EDM-Festivals aufgestiegen.
2011 produzierten sie ein zweites Mal die Hymne des Tomorrowland. Sie trägt den Namen The Way We See the World und erschien gemeinsam mit Afrojack und NERVO. Auch die darauf folgenden Lieder Madagascar, mit Yves V und Angger Dimas, Phat Brahms, mit Steve Aoki sowie Momentum, mit Regi brachten dem Duo großen Erfolg ein. Auch mit der zweiten Zusammenarbeit mit Yves V Loops and Tings konnte das Duo, wie die Vorgänger hoch in den Beatport-Top 100 vorrücken. Der Tomorrowland-Aftermovie des Jahres 2012 erreichte auf YouTube bereits über 100 Millionen Aufrufe. Im DJ-Ranking „DJ Mag Top 100“ verbesserten sie ihre Platzierung des Jahres 2012 von Platz 79 auf Platz 38 und im Jahre 2013 auf Platz 6.

### 2013: Genre-Wechsel & steigender Erfolg

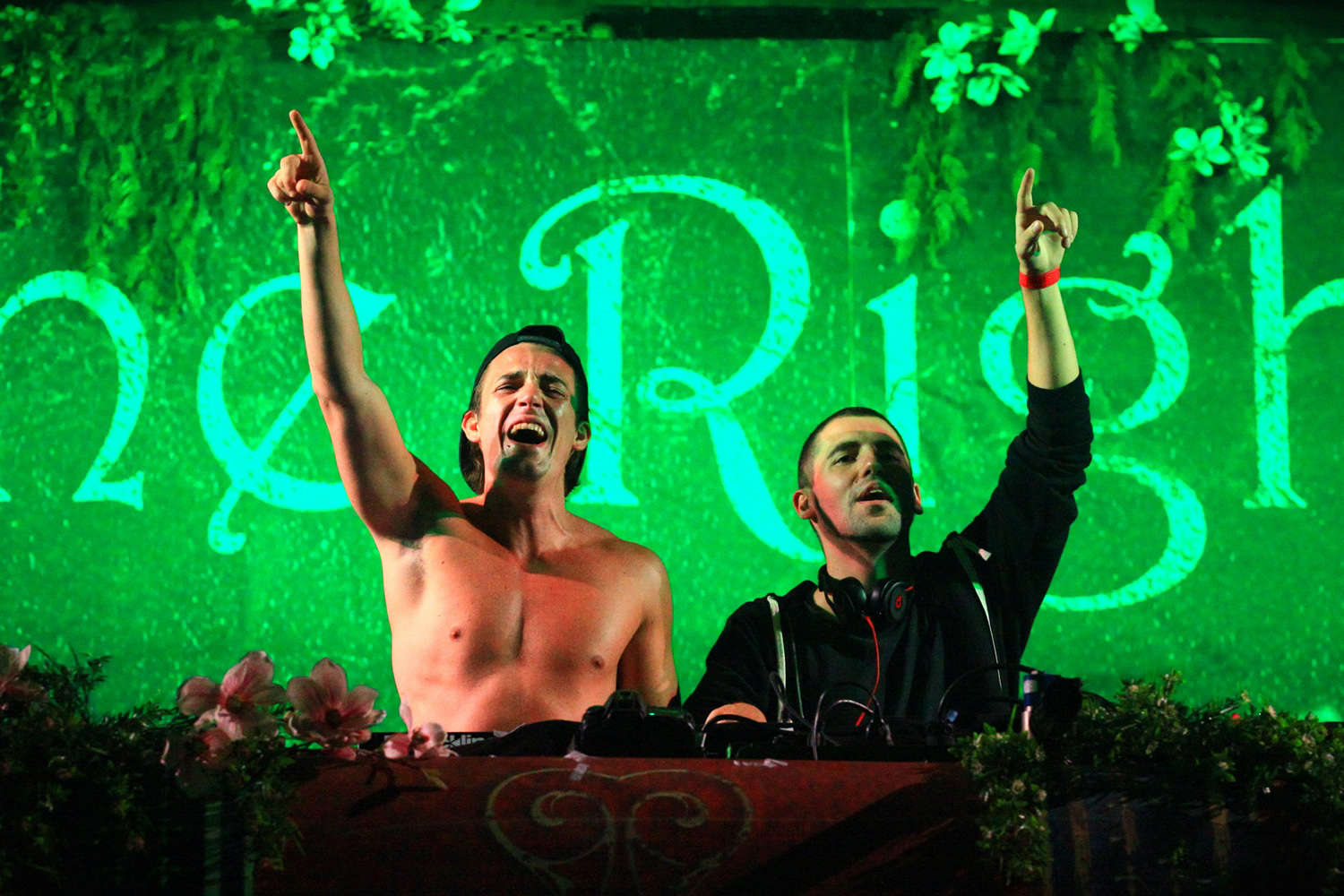
Dimitri Vegas (rechts) & Like Mike (links) bei TomorrowWorld 2013

Im Januar 2013 veröffentlichten Dimitri Vegas & Like Mike den Track Madness in Zusammenarbeit mit dem belgischen DJ Coone und dem US-amerikanischen Rapper Lil Jon. Das Lied verkörpert sowohl die House-Elemente der Brüder, als auch den Hardstyle-Stil von Coone und Rapparts von Lil Jon. Der Song rückte bis in die Top-40 der belgischen Single- sowie auch unter anderem in die deutschen iTunes-Charts vor und ist ausschlaggebend für den Titel ihrer ersten World-Tour Bringing the World Madness. Des Weiteren ist das Lied Vorlage für den Track Don’t Stop the Madness des niederländischen DJs Hardwell in Zusammenarbeit mit W&W und Rapper Fatman Scoop. Die nur eine Woche später erschienene Single Wakanda gilt zusammen mit dem Song Spaceman von Hardwell und Epic von Sandro Silva und Quintino als Beginn des Electro-House Sub-Genres Big-Room, das insbesondere in den Jahren von 2013 bis 2016 die weltweite Dance-Szene prägte.
Im März 2013 erschien der Track Mammoth in Zusammenarbeit mit dem deutschen DJ und Produzenten Moguai. Das Lied entwickelte sich zu einem der erfolgreichsten Big-Room-Tracks und ist durch die Veröffentlichung über das deutsche Plattenlabel Kontor Records das erste Lied von Dimitri Vegas & Like Mike, das einen Einstieg in die deutschen Single-Charts schaffte. Des Weiteren stieg das Lied in die niederländischen und französischen Charts ein. Anfang April 2013 veröffentlichten Dimitri Vegas & Like Mike das Lied Turn It Up. Dieses produzierten sie gemeinsam mit den DJ-Duos GTA und Wolfpack. Es orientiert sich an dem Big-Room-Mitbegründer Epic.
Am 1. Juli 2013 erschien der Track More. Dieser entstand in Zusammenarbeit mit Laidback Luke. Ursprünglich sollten auch Vocals von D12 enthalten sein, es wurde jedoch nur die Instrumental-Version veröffentlicht. Insbesondere ein Remix vom niederländischen DJ-Duo Blasterjaxx sorgte für Erfolg. Wenige Wochen später veröffentlichten die Brüder die neue Tomorrowland-Hymne mit dem Namen Chattahoochee und gaben nach dem berühmten EDM-Festival in Belgien bekannt, dass ihr erstes eigenes Festival am 21. Dezember 2013 in der belgischen Stadt Antwerpen in der Sportpaleis Arena stattfinden wird.
Am 2. September 2013 veröffentlichten die Brüder in Zusammenarbeit mit Sander van Doorn das Instrumentalstück Project T, das den Track Intro der Indie-Rock-Band The xx sampelt. Ein Remix zu Project T des niederländischen DJs Martin Garrix erreichte neben den belgischen Charts, auch die Single-Charts in Deutschland, Österreich und der Schweiz. Find Tomorrow (Ocarina) wurde der zweite Nummer-zwei-Hit des Duos. Auch dieses Lied verdankt seine große Beliebtheit einem Big-Room-Remix, der diesmal vom deutschen DJ-Duo Bodybangers stammt.
Ihre letzte Single 2013 trägt den Titel Stampede und wurde mit dem kanadischen Duo Dvbbs und dem US-amerikanischen DJ Borgeous, die insbesondere durch den Welthit Tsunami bekannt sind, aufgenommen. Die Synthes von Stampede basieren auf dem Stil des Tracks Tsunami. Der Track erreichte unter anderem in der Heimat des Duos die Single-Charts. Parallel erschien in Zusammenarbeit mit Ummet Ozcan ein Big-Room Remix zum Song Eat Sleep Rave Repeat des britischen DJs Fatboy Slim, Riva Starr und Beardyman. Beim ReRelease des Liedes als Tomorrowland Remix wurden Dimitri Vegas, Like Mike und Ummet Ozcan als offizielle Interpreten genannt. Der Remix erreichte mehrere Millionen Aufrufe auf YouTube und war auch für den Charteinstieg des Liedes in mehreren Ländern zuständig.
Nachdem am 6. Dezember 2013 das Soundtrack-Album erschien, eröffneten Dimitri Vegas & Like Mike am 20. Dezember 2013 in Antwerpen, Belgien, ihre erste World-Tour Bringing Home the Madness. Auf dem Soundtrack waren zahlreiche Lieder des Duos sowie Tracks von Musikern wie Hardwell, Avicii, Nicky Romero oder Sebastian Ingrosso. Am 31. Dezember 2013 erschien die erste Ausgabe ihres Comics, der in Kooperation mit Tomorrowland und Paul Jenkins, dem Autor der Spider-Man-Comics, entstand. Angelehnt sind diese an die Musikvideos von Chattahoochee und Ocarina.

### 2014: Single-Charterfolge, 3 Are Legend und die Bringing-the-World-Madness-Tour
Am 11. Januar 2014 veröffentlichten Dimitri Vegas & Like Mike das Lied Check this Out. Das mit Born Loud produzierte Lied erschien als kostenloser Download. Am 1. April 2014 wurde Feedback veröffentlicht. Der Song entstand in Zusammenarbeit mit Steve Aoki und Audioerotique.
Mitt April 2014 erschien G.I.P.S.Y. in Zusammenarbeit mit dem italienischen DJ-Duo Boostedkids. Das Lied entspricht zwar dem Genre Big-Room, ist aber nicht mit dem Standard-Drop zu vergleichen, da hier traditionelle Elemente der Gipsy-Musik verwendet wurde. Der Song rückte bis in die Top-20 der belgischen Single-Charts vor und wurde auf YouTube mehrere Millionen Mal aufgerufen. Auch die Nachfolger-Single Tremor, die eine Mischung des Big-Room- und Melbourne-Bounce-Stils darstellt, wurde ein Erfolg. Das Lied wurde gemeinsam mit Martin Garrix produziert und als Hymne des Sensation-Festival 2014 verwendet. Tremor konnte unter anderem in Österreich, Belgien und erstmals auch in Großbritannien einsteigen. Trotz hoher Download-Chart Platzierungen wurde der Einstieg in die deutschen Single-Charts nur knapp verfehlt.
Im Rahmen der Winter Music Conference in Miami hatten Dimitri Vegas & Like Mike gemeinsam mit dem US-amerikanischen DJ Steve Aoki am 28. März 2014 ihren ersten Auftritt unter dem Pseudonym 3 Are Legend. Als Trio traten sie unter anderem bei Tomorrowland, Creamfields 2014 sowie bei Ultra 2015 auf. Ihre Debüt-Single We Are Legend spielten sie auf mehreren Auftritten, jedoch wurde diese nicht als Single veröffentlicht. Mehrere DJs und Projekte wie Levito, Warkids und Jaxx & Veda luden Remakes des Liedes im Internet hoch und erreichten damit mehrere Millionen Klicks.
Am 9. Juni 2014 veröffentlichten sie den Dancehall-Song Eparrei. Hierbei wirkten die Produzenten Fatboy Slim, Diplo und die brasilianische Electro-Band Bonde do Rolê mit. Der Song erreichte als vierte Produktion des Duos die Top-5 in ihrer Heimat. Ein Remix von W&W im Big-Room-Stil rückte bis an die Spitze der Genre-Beatport-Top-100 vor. Noch im selben Monat erschien die, ein weiteres Mal von den Brüdern komponierte offizielle Tomorrowland-Hymne. Bei Waves wirkten W&W mit. Die Single erreichte innerhalb weniger Tage die Beatport- und auch Single-Chart-Top-10 und.
Am 4. August 2014 folgte das Body Talk (Mammoth), das eine Vocalversion zum Instrumental Mammoth darstellt. Gesungen wird der Track vom britischen Sänger Julian Perretta, der auch im offiziellen Musikvideo mitspielt. Das Lied erreichte Platz 2 der belgischen Single-Charts. Auch Nova, das in Zusammenarbeit mit dem deutschen DJ und Produzenten Tujamo entstand rückte bis auf Platz 2 vor. Am 18. Oktober 2014 wurde bekannt, dass Dimitri Vegas & Like Mike zum ersten Mal unter den Top 3 der DJ Mag Top 100 DJs auf Rang 2 liegen. Fünf Tage später gewannen sie die Stimme bei den MTV EMA’s für „Best Belgian Act“ und wurden für den „Best European Act“ nominiert.
Am 19. Dezember 2014 eröffneten Dimitri Vegas & Like Mike genau wie ein Jahr zuvor in Antwerpen ihre zweite Tournee Bringing the World Madness. Bereits eine Woche vorher erschien auch der gleichnamige Soundtrack zur Tour mit Liedern von unter anderem Dvbbs, Twoloud, Alesso, Tiësto und Martin Garrix, verteilt auf drei CDs.

### 2015: „The Hum“ & „Higher Place“
| Jahr | Platz |
| ---- | ----- |
| 2011 | 79    |
| 2012 | 38    |
| 2013 | 6     |
| 2014 | 2     |
| 2015 | 1     |
| 2016 | 2     |
| 2017 | 2     |
| 2018 | 2     |
| 2019 | 1     |
| 2020 | 2     |

Die erste Single im Jahr 2015 trägt den Titel Tales of Tomorrow und wurde mit dem niederländischen DJ Fedde Le Grand und Julien Perretta aufgenommen. Auch dieser Track stieg auf Platz 2 der belgischen Single-Charts ein und verpasste nur knapp eine Platzierung in Deutschland. Tales of Tomorrow enthält im Gegensatz zu ihren vergangenen Hits einen weniger aggressiven Electro-House-Drop, jedoch wurde insbesondere das Musikvideo aufgrund von mangelnder Kreativität kritisiert. Am 30. Januar 2015 wurde über Spinnin’ Records die Melbourne-Bounce-Single Louder veröffentlicht, die gemeinsam mit dem italienischen DJ-Duo Vinai aufgenommen wurde. Nach nur zwei Tagen stand der Track in den Top-10 der Beatport Top-100.
Mit ihrem Auftritt beim Ultra Music Festival gemeinsam mit Steve Aoki als „3 Are Legend“ gaben sie das Release des Liedes The Hum bekannt. Es erschien am 20. April 2015, gelang jedoch bereits Ende 2014 unter dem Titel The Wolf ins Internet. Grund für den falschen Titel war die Verwendung des Summen und Klopfen aus dem Film The Wolf of Wall Street, welches Mark Hanna Jordan Belford beibringt. Neben Dimitri Vegas & Like Mike beteiligte sich auch Ummet Ozcan an dem Lied. Der Melbourne Bounce und Big-Room inspirierte Stil ähnelt stark den Liedern Tremor und Raise Your Hands Up. Nachdem sie mit ihren letzten drei Singles immer auf Platz 2 der Belgischen Single-Charts einstiegen rückte The Hum nun erstmals bis auf Platz-eins der Top-100 vor und auch in Deutschland erreichten sie die Download-Charts zahlreicher Portale.
Bei ihrem Auftritt beim Tomorrowland Brasil 2015 spielten sie erstmals das Lied Higher Place. Dieses entpuppte sich als eine Zusammenarbeit mit dem US-amerikanischen R&B-Musiker Ne-Yo. Weitere Vocals wurden von Like Mike eingesungen. Bereits kurze Zeit nach ihrem Auftritt sorgte die Single im Internet für viel Aufmerksamkeit. Gelobt wurde es vorerst insbesondere des Umschwung von Deep-House zum Big-Room. Wie sich jedoch herausstellt handelte es sich bei der Version lediglich um einen Remix des niederländischen Dutch-House-Duos Bassjackers. Gemeinsam mit den Musikerkennungs-Dienst Shazam gaben sie zum einen Informationen über das Release sowie über die Interpreten der von ihnen hochgeladenen, unbetitelten Remixe des Liedes bekannt. Die Remixe stammen von unter anderem Tujamo, Angemi und Wolfpack. Die Veröffentlichung in ihrer Heimat Belgien erfolgte am 6. Juli 2015. Der Track konnte innerhalb kürzester Zeit bis in die Top-10 der dortigen iTunes-Charts vorrücken und erreichte Platz-eins der Tip-Charts sowohl im französisch-, als auch im niederländischsprachigen Teil Belgiens.
Am 16. Oktober 2015 erreichten Dimitri Vegas & Like Mike im Rahmen des DJ-Mag-Top-100-Votings erstmals Nummer-eins.

### 2016: Summer of Madness & „Bringing the Madness“

#### Anfang 2016: „Arcade“

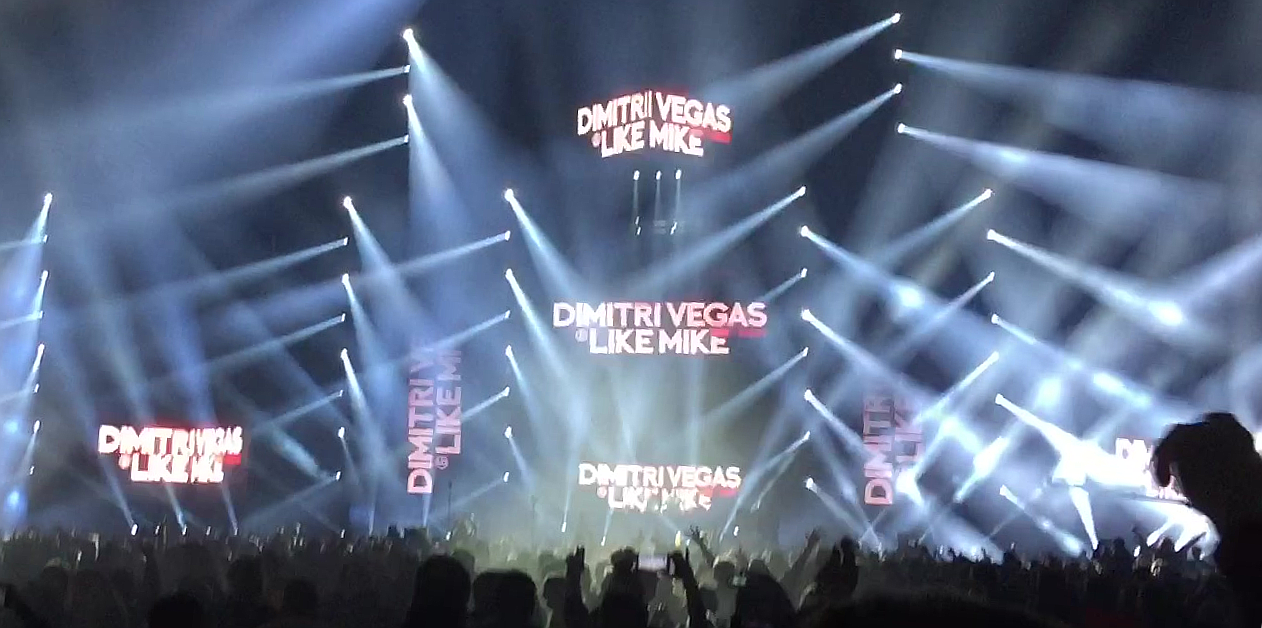
Dimitri Vegas & Like Mike in Veltins-Arena bei der Winter Edition des BigCityBeats World Club Dome

Anfang 2016 lud das Duo einen Stream ihres Auftritts in Antwerp hoch. Dieser trägt den Titel „Bringing the Madness 3.0“ und fand wie bereits beiden Vorgänger im Dezember statt. Bei diesem Set spielten sie eine Menge unveröffentlichter Lieder, darunter mit DJ Fresh. Zudem traten Afrojack, Armin van Buuren und Ne-Yo als Special Guests auf. Den Höhepunkt bildete ein Vinyl-Set mit einer Menge klassischer Lieder. Hintergrund waren unter anderem die Anschuldigung, mit Pre-Sets zu arbeiten. Parallel wurde angekündigt, dass der 2013 gemeinsam mit Redfoo aufgenommene Track Meet Her At Tomorrow im März 2016 auf seinem Studioalbum Party Rock Mension veröffentlicht werden würde. Das Lied wurde erstmals beim Tomorrowland Festival 2014 premiert und wurde seit dem nicht einmal mehr gespielt.
Bereits beim Tomorrowland 2015 spielte das Duo einen unveröffentlichten Song, mit dem sie sehr viel Aufmerksamkeit erregten. Dieser brachte sich insbesondere durch seine mysteriöse Atmosphäre und sein, an Armin van Buurens Ping Pong orientiertes Intro in die Ohren der Fans ein. Im Tomorrowland-Aftermovie war das Lied ein weiteres Mal zu hören, wo erstmals offiziell bekanntgegeben wurde, dass sich hinter der „ID“ eine Kollaboration mit W&W verbirgt. Gegen Ende des Jahres verbreiteten sich zahlreiche Remakes unter dem Titel Fight auf YouTube und SoundCloud. Mitte Februar 2016 gaben Dimitri Vegas & Like Mike letztendlich bekannt, dass das Lied am 29. Februar 2016 mit dem Titel Arcade erscheinen würde. Parallel starteten sie auf ihrer Webseite eine PR-Aktion, bei der man auf einem Spielautomaten eine Auswahl an klassischen Arcade-Spielen wie Mortal Kombat, Pac-Man oder Donkey Kong spielen. Auch das offizielle Musikvideo, das einem Tag nach Release, am 1. März 2016 erschien, zeigt die vier Produzenten im Comic-Stil, wie sie in einen Arcade-Automaten gezogen werden und dort in verschiedenen Arcade-Spielen bestimmte Rollen einnehmen. Das Lied wurde ein großer Erfolg und stand innerhalb kürzester Zeit in den Top-10 der Beatport-Charts sowie auf Platz eins der belgischen iTunes-Charts.
Ein weiterer Song, der im Aftermovie gespielt wurde, trägt den Titel Melody. Das Lied entstand in Zusammenarbeit mit Steve Aoki und Ummet Ozcan. Ursprünglich sollte das Lied als „3 Are Legend“ veröffentlicht werden, doch durch die nicht zu erreichende Fertigstellung ihres geplanten Debüt-Tracks We Are Legend, beschlossen sie, das Lied unter ihren Pseudonymen zu veröffentlichen. Das Release erfolgte am 18. April 2016 über „Smash the House“. Die Erstveröffentlichung fand nur auf Apple Music statt; auf Beatport erschien das Lied eine Woche später. Dimitri Vegas & Like Mike gaben zudem bekannt, dass das Lied als Hymne für die Fußball-EM 2016 agieren soll. Als Follow-Up wurde Stay a While veröffentlicht, das einen Mix aus Deep- und Chill-House darstellte.

#### Sommer 2016: „Summer of Madness“
Im Zuge des DJ-Mag-Voting starteten sie eine Woche, die den Titel „Summer of Madness“ trug. Diese beinhaltete 7 Lieder, die an den 7 Tagen veröffentlicht wurden. Den Beginn machte der Song Hands Up hinter dem sich die Van-Gogh-ID aus dem Jahr 2014 verbarg. Produziert wurde das Lied in Zusammenarbeit mit Afrojack alias NLW. Weiterhin erschienen The Island, Roads mit Deniz Koyu, das „Bringin-Home-the-Madness“-Intro, die Brennan-Heart-Collab Million und ihr Remix zu The Hills von The Weeknd. Kurz darauf starteten sie eine Promotion-Aktion bezüglich ihrer Kollaboration mit Diplo Hey Baby. Kurz darauf gaben sie bekannt, dass sie vorhätten, für die folgenden Releases abstimmen zu lassen. Für die Votes sollte man ihnen unter den Hashtags „#NewMusic“ und „#FreeMusic“ die jeweiligen Stimmen zukommen lassen. Ein Zwischenstand ergab, dass We Are Legend mit Steve Aoki und Insanity mit Blasterjaxx die Nase vorn haben. Doch vor diesen Releases erschienen Jaguar mit Ummet Ozcan, Leaves eine Cover-Version des Liedes Blood on the Leaves von Kanye West sowie die 2012er Ursprungsversion von Roads mit Deniz Koyu. Unter dem Namen „Sound of Madness“ wurde das Ganze weitergeführt. Auf Facebook ließ das Duo zwischen ihren Remixen von Where Are Ü Now von Jack Ü und Justin Bieber zusammen mit W&W und Major Lazers, DJ Snakes und MØs Lean On abstimmen. Ihr Lean-On-Remix, der zwischenzeitlich auch als „VIP-Remix“ erscheinen sollte. Blasterjaxx posteten nur kurz darauf auf Twitter, dass sie Insanity fertig gestellt hätten und premierten die finale Version in der 123. Folge ihres Maxximize-on-Air-Podcasts. Der Big-Room-Track erschien am 18. Oktober 2016 als Free-Download.
Am 23. Oktober 2016 erschien das Lied Haunted House of Madness, das in Zusammenarbeit mit dem italienischen Nachwuchs-DJ Angemi als Free-Download. Es wurde im Zuge des Haunted House’ im Walibi-Belgium-Freizeitpark produziert, das von Dimitri Vegas & Like Mike eröffnet wurde. Es stellt die Hymne des Freizeitparks dar und basiert auf den Grundlagen des Big-Rooms.
Bereits in einem Interview während des Tomorrowlands 2014 gaben Dimitri Vegas & Like Mike bekannt, dass sie mit Diplo beziehungsweise mit Major Lazer zur Folge ihres Remix’ zu Bumaye (Watch Out For This) in Kontakt stünden bezüglich einer Kollaboration. Das Ergebnis stellten sie beim Tomorrowland 2016 vor. Im Gegensatz zu ihrem Remix basierte diese jedoch eher auf Major Lazers 2015er Sommerhit Lean On. Im Aftermovie des Festivals wurde die Nummer vorerst als „Dimitri Vegas & Like Mike vs. Major Lazer“ betitelt. Aus wahrscheinlich marketingtechnischen Gründen, wurde bis zum Release am 28. Oktober 2016, das Major Lazer zu Diplo geändert. Die Vocals wurden von Deb’s Daughter gesungen.

#### Ende 2016: Rekord-Auftritte
Am 12. November 2016 traten sie im Zuge der Winter Edition des BigCityBeats World Club Dome in der Veltins-Arena auf. Dort trat das Duo mit Le Shuuk, Angemi, Wolfpack und MATTN als Support-Acts zwischen 40 und 60 Tausend Leuten auf und knackte somit den Rekord des größten Club- sowie auch größten DJ-Auftritt von Hardwell aus dem Vorjahr, das ebenfalls von BigCityBeats im Stadion des Schalke 04s veranstaltet wurde. Während die Acts überwiegend gute Rückmeldungen erhielten, geriet das Team des BigCityBeats aufgrund der bereits im Vorjahr schwachen Organisation in die Kritik.

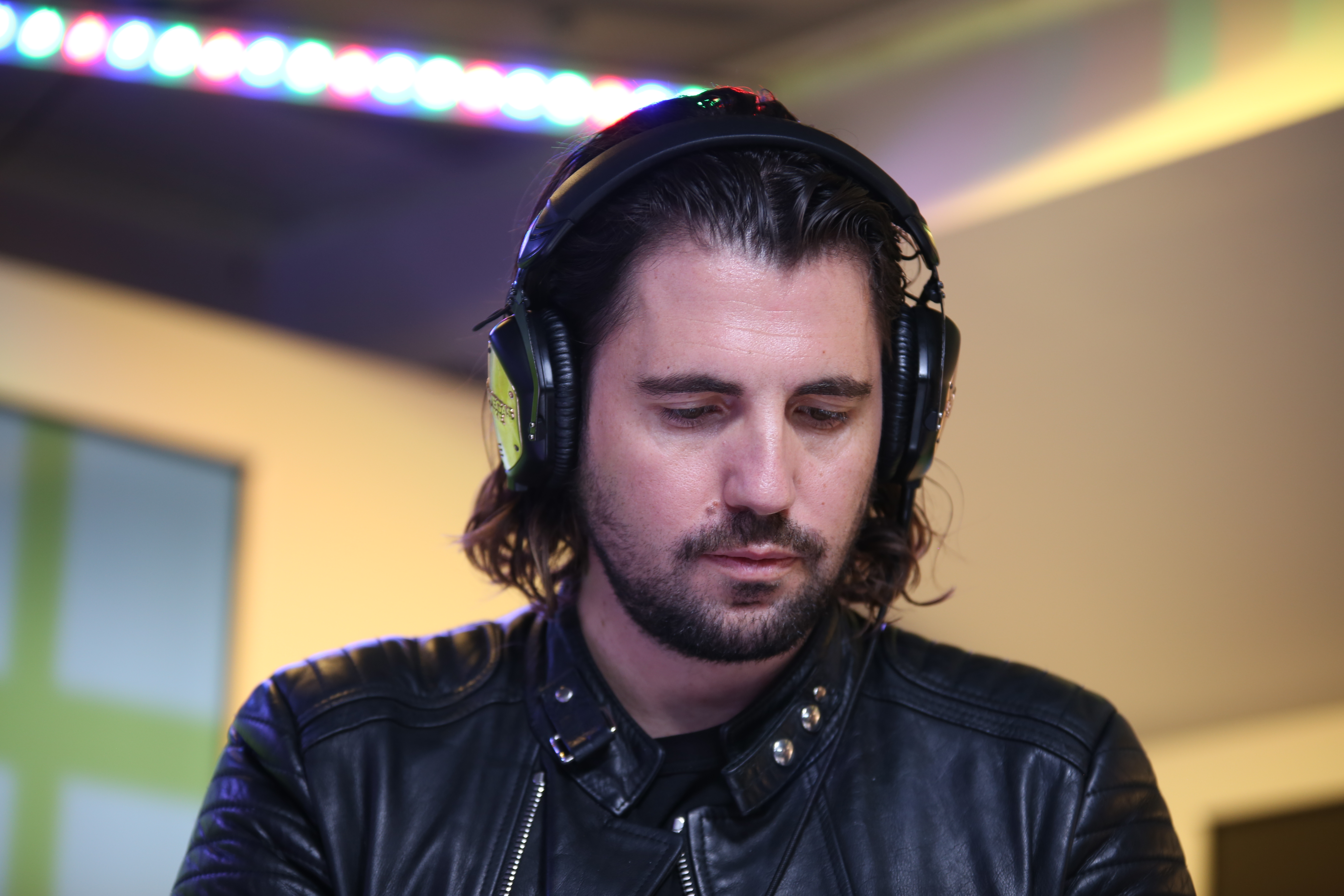
Dimitri Vegas während eines Auftritts in Madrid

Während einer Pressekonferenz im Zuge ihres Auftritts beim BigCityBeats Winter World Club Dome gaben sie bekannt, dass Endes Jahres parallel zum dritten Auftritt im Sportpalais ebenfalls der dritte Soundtrack erscheinen wird. Dieser trägt den Titel Bringing the Madness und erscheint am 16. Dezember 2016. Neben den bereits erschienenen Singles wird auf diesem auch die unveröffentlichten Produktionen Ready For Action, OPA mit KSHMR, die Futuristic Polar Bears Remixe zu Ocarina und Mammoth, sowie ihr Remix zu Lost Frequencies’ What Is Love 2016. Die zweite CD besteht nicht, wie bei dem letzten Album aus einem Afterhour-Mix, sondern einem Rave-Mix, der aus Liedern aus der Hard-Trance-Schiene besteht. Dazu zählen beispielsweise Derb von Derb oder The First Rebirth von Jones & Stephenson.

### 2017: Neue Produktionen

#### Anfang 2017: Fortwährender Erfolg mit „Hey Baby“
Am 13. Januar 2017 veröffentlichte „Armada Music“ ihren What-Is-Love-2016-Remix als Einzel-Single in sämtlichen Download-Portalen. In den Beatport-Genre-Charts konnte dieser bis in die Top-20 vorrücken. Auch in die obere Hälfte der iTunes-Charts zahlreicher Länder konnte das Lied steigen. Am 27. Januar 2017 erfolgte ein Re-Release des Liedes Hey Baby, bei dem zusätzlicher Part des US-amerikanischen Rappers Kid Ink vorhanden war. Auch das Musikvideo wurde umgestaltet und am 10. Februar 2017 veröffentlicht. Zeitgleich erreichte das Lied seine Höchstposition in den deutschen Single-Charts.
Am 27. Februar 2017 erschien durch Dimitri Vegas & Like Mike selbst vertrieben, die Silence-EP. Diese enthielt neben dem 2013 erschienenen Lied More mit Laidback Luke, die Tracks Shout, Puente De Luz, Metz und Deep Sea. Hintergrund der Veröffentlichung ist nicht bekannt, da auf jegliche Promoaktionen verzichtet wurden und auch die Interpreten selber sich nicht dazu äußerten. Zudem sind die Lieder ungespielt und passen stilistisch nicht in das Schema des Duos. Während Shout noch auf einem Electro-House-Muster basiert, verbirgt sich hinter Puente De Luz eine ruhige Klavier-Nummer und hinter Metz und Deep Sea Songs, die Merkmale aus 90er House- bis Techno-Produktionen aufweisen. Zudem weist der More-Club-Mix unzählige Qualitäts- und Mastering-Mängel auf, wodurch das Release als sehr unseriös bezeichnet wird. Binnen weniger Tage verschwand die EP von Spotify, war jedoch weiterhin auf iTunes verfügbar.
Am 27. Februar 2017 erschien das Lied All Aboard, hinter dem die Bassjackers zusammen mit dem belgischen DJ-Duo D’Angelo & Francis, die im vergangenen Jahr durch ihren Tomorrowland-Auftritt als Rockstarz Bekanntheit erlangten, stecken. Dimitri Vegas & Like Mike sind bei der Produktion als „Editor“ gekennzeichnet und premierten den Track bei ihrem Bringing-the-Madness-Auftritt im Antwerpen. Dieser fiel insbesondere durch seine „Lights-Up-Lights-Down“-Performance auf.
Kurz darauf veröffentlichten The Chainsmokers ihr Remix-Paket zu ihrer Single Something Just Like This. Zu diesem steuerten auch Dimitri Vegas & Like Mike einen Remix bei, der einen an Garmanis Bomb a Drop angelehnten Main-Part verkörpert.
Am 26. Mai 2017 veröffentlichte das Duo einen Remix zum klassischen „Fluch-der-Karibik“-Thema He’s a Pirate. Das Release erfolgte im Zuge des Release des fünften Teils der Saga Salazars Rache. Als Interpret wird ebenfalls Hans Zimmer, der Mitkomponist des Original-Stücks genannt. Mit der Neuinterpretation bewegen sich Dimitri Vegas & Like Mike erstmals in den Bereich der Trap-Musik.
Am 31. Mai 2017 forderte Dimitri Vegas wie im vorherigen Sommer die Fans auf über ihr kommendes Release abzustimmen. Laut dem Duo entschieden sich die Fans gegen OPA und Silence und für Ready For Action. Der Song wurde am 2. Juni 2017 als Single veröffentlicht. Bereits auf Bringing the Madness war der Track vorhanden, jedoch trug er dort den Titel Action. Aufgrund der Ähnlichkeit zu Tremor wurde das Lied als zweite, bereits angekündigte Kollaboration mit Martin Garrix gehandelt.

#### Sommer 2017:Complicated
Ab Anfang Juni 2017 spielte das Duo bei ihrem Auftritten immer wieder ein Lied, das im zu der Zeit sehr beliebten Future-Bass beziehungsweise Lovetrap-Stil gestaltet wurde. Der Track wurde als Finale ihrer Auftritte verwendet und löste damit den nach wie vor unveröffentlichten Song All I Need ab. Im Laufe der Wochen wurde zum einen David Guetta als Co-Produzent, zum anderen Kiiara als Gastsängerin bekannt gegeben. Nachdem das Duo beim Tomorrowland 2017 Kiiara und bei einem Auftritt in ihrer Residenz David Guetta auf die Bühne holte, erfolgte am 28. Juli 2017 die Veröffentlichung des Liedes als Single. Erstmals seit Project T erreichten sie die offiziellen Single-Charts von Deutschland, Österreich und der Schweiz gleichzeitig. „Smash-the-House“-DJ Angemi agierte bei dem Lied als Co-Produzent.

#### Ende 2017:Crowd Control& erneuter DJ-Mag Erfolg
Während des „Amsterdam Dance Event“s wurde das auf vielen Festivals gespielte Lied Crowd Control als Kollaboration mit W&W am 20. Oktober 2017 veröffentlicht. Das Lied basiert zum einen auf der Idee des 2005 veröffentlichtem Lied Orgasmo von Pavo & Zany, dessen Vocals aus den Anweisungen „put it to the left, take it to the right“ bestehen, zum anderen auf den Grundzügen eines provisorischen Hardstyle-Remix’ zu Stampede. Dabei animiert das Duo die Festivalmenge während des Drops dazu, jeweils einem Nachbarn einen Arm über die Schulter zu legen und jeweils acht Schritte nach links und nach rechts zu machen, sodass sich die Zuhörerschaft als eine feste Einheit eine Richtung bewegt. Dimitri Vegas spiegelte die Bewegung in der Regel am Bühnenrand mit dem Team oder weiteren DJs (z. B. Armin van Buuren auf dem Tomorrowland oder W&W beim ADE), während Like Mike hinter dem Pult die Schritte mitzählt.
Bei der zwanzigsten Ausgabe des DJ-Mag Top 100-Ranking konnte das Duo seinen zweiten Platz hinter Martin Garrix und vor Armin van Buuren erneut behaupten.
Am 23. Dezember 2017 gaben sie ihr letztes Bringing-the-Madness-Konzert in Antwerpen, das das Motto Reflections enthielt. Als Überraschung holte das Duo Hardwell für einen Gastauftritt auf die Bühne und spielten zu dritt ein 20-minütiges B2B-Set. Bei dem Auftritt premierten sie zudem eine gemeinsame Kollaboration, die für Aufsehen sorgte, da Hardwell vor mehreren Jahren das Duo noch sehr stark kritisierte und vermutet wurde, dass dies ausschlaggebend dafür war, dass der Niederländer seither nicht mehr beim Tomorrowland auftrat. Weitere Gastauftritte während des Auftritts erfolgten von Steve Angello, Afrojack, Ronnie Flex, Ali B und Boef.
Am 26. Dezember 2017 veröffentlichten sie ohne jegliche Ankündigung oder Promo-Aktion den lang von den Fans erwarteten Song We Are Legend als Free-Track, den sie gemeinsam mit Steve Aoki produzierten. Bereits im Sommer 2013 wurde das Lied erstmals gespielt und erhielt hohen Zuspruch. Doch die Veröffentlichung verzögerte sich. Als Grund gaben sie in einem Q&A an, dass sie an dem Vocals arbeiten würden. In den Folgejahren wurde der Song gelegentlich als Intro ihrer Steve-Aoki-B2B-Sets gespielt. Beim Tomorrowland 2017 gab Aoki dann bekannt, dass sie planen würden, den Song noch in diesem Jahr zu veröffentlichen und spielte erstmals eine Vocal-Version des Liedes, die vom Singer-Songwriter Matthew Koma gesungen wurde. Die belgischen Brüder hingegen präsentierten eine Version mit weiblichen Vocals, die sich auch als die der finalen Version herausstellten. Hinter dem Gesang verbirgt sich die US-amerikanische Sängerin und Schauspielerin Abigail Breslin.

### 2018: Fokus auf kommerziellen Singles &Tomorrowland-EP
Nach dem Gastbeitrag von Ronnie Flex, Ali B und Boef bei ihrem Bringing-the-Madness-Konzert, erschien am 28. Januar 2018 die gemeinsam vorgetragene Kollaboration Slow Down, bei der zudem der niederländische DJ und Produzent Quintino und die Sängerin I Am Aisha mitwirkte. Der Track war Teil des Soundtracks des belgischen Kriminalfilms Patser, in dem Dimitri Vegas zudem mitspielte. Ebenfalls mit Quintino folgte am 2. Februar 2018 der Track Patser Bounce, der mehrere Soundeffekte, darunter das bekannte Thema von Tetris sowie Töne aus Super Mario Bros. samplet.
Am 6. April 2018 veröffentlichten Dimitri Vegas & Like Mike ihren im Sommer des Vorjahres premierten Song The House of House. Diese entstand in Zusammenarbeit mit dem israelischen Psychedelic-Trance-Duo Vini Vici und orientiert sich stark an ihrem Stil. Ebenfalls wirkte das belgische Rave-Duo Cherrymoon Trax an dem Song mit, das Urheber der Original-Version des Liedes im Jahr 2002 war.
Am 4. Mai 2018 veröffentlichte das Duo die Single All I Need zwei Jahre nachdem premiert wurde. Hierbei handelt es sich jedoch um eine überarbeitete Version. Während bei der ursprünglichen Version lediglich Sängerin TYSM ihre Vocals beisteuerte, wurde für die finale Version noch ein Gastpart vom US-amerikanischen Rapper Gucci Mane hinzugefügt. Auch der vorher aggressiv gestaltete Drop, wurde an den Future-Bass-Stil angepasst. Der einen Monat später erschienene Track When I Grow Up schließt an die kommerzielle Reihe des Duos an. Hierbei arbeiteten Dimitri Vegas & Like Mike mit dem Hip-Hop-Musiker Wiz Khalifa zusammen, dessen Lebensstil auch im Lied thematisiert wird. Zusammen trugen sie das Lied im Juni 2018 beim EDC Las Vegas 2018 vor.
Für Juli 2018 kündigte das Duo einen weiteren „Summer of Madness“ an. Dieser soll am 20. Juli 2018 starten und eine gesamte Woche lang jeden Tag einen neuen Song enthüllen, die gemeinsam schlussendlich die sogenannte Tomorrowland EP bilden. Den Anfang machte das Lied Unity, eine Kollaboration mit dem niederländischen DJ und Produzenten Hardwell. Es folgte die Zusammenarbeit mit Nicky Romero, die den Titel Here We Go (Hey Boy, Hey Girl) trägt und sich an einem Sample aus dem Lied Hey Boy, Hey Girl von The Chemical Brothers aus dem Jahr bedient. Am darauffolgenden Tag wurde der langerwartete Song Opa, der zusammen mit KSHMR produziert wurde, veröffentlicht.
Am 5. Oktober 2018 erschien das Lied Bounce, das eine Kollaboration mit dem niederländischen Duo Bassjackers sowie dem amerikanischen Produzenten Julian Banks und Snoop Dogg darstellt. Tatsächlich wurde die instrumentale Grundlage bereits im Vorjahr von Vegas, Mike und Bassjackers sowie die Vocals von Banks und Snoop Dogg unabhängig voneinander geschaffen.

### 2019: Niederländische Single & Tomorrowland EP 2019
Premiert beim Garden-of-Madness-Konzert im Dezember des Vorjahres, erschien am 1. Februar 2019 das Lied Daar gaat ze (Nooit verdiend), das mit dem niederländischen DJ Frenna entstand. Es wurde in niederländischer Sprache aufgenommen. Es erreichte Platz 32 der flämischen Single-Charts. Am 15. Februar 2019 folgte das Lied Selfish, das von der kosovo-albanischen Sängerin Era Istrefi gesungen wurde. Sie trugen das Lied gemeinsam beim Garden of Madness vor. Es enthält ein Sample aus dem Stück Africa der US-amerikanischen Band Toto aus dem Jahr 1982. Bereits in ihrem unveröffentlichten Stück Yemaya verkörperten sie Teile von Africa.
Am 19. April 2019 erschien der EDM-Track You’re Next einer weiteren Zusammenarbeit mit Bassjackers. Der Song wurde als Hymne der elften Ausgabe des Videospiels Mortal Kombat genutzt.
Bereits im Vorjahr wurde das Lied Instagram, eine Zusammenarbeit mit französischen Musiker David Guetta, Latin-Pop-Rapper Daddy Yankee, den Afro Bros und Sängerin Natti Natasha vorgestellt. Am 5. Juli 2019 wurde der Song in einer leicht abgeänderten Version veröffentlicht, während er als Sommer-Hit gehandelt wurde.
Im Laufe des Sommers 2019 veröffentlichte das Duo Track für Track die Tomorrowland EP 2019, die neben neuen Produktionen auch ältere langerwartete Stücke enthielt. Den Anfang machte das Instrumentalstück Yemaya, das im September 2012 erstmals in ihrem Tomorrowland-Recap zu hören war. Nachdem es in drastisch abgeänderter Version im Februar 2019 als Selfish veröffentlicht worden war, erschien es am 19. Juli 2019 als Tomorrowland Aftermovie 2013 Remix zu Selfish. Am 21. Juli 2019 folgte als zweite Auskopplung der EP das Lied Mortal Kombat (Anthem), das wie auch ihre letzte Mortal-Kombat-Widmung in Zusammenarbeit mit Bassjackers entstand. Zusätzlich assistierte ihnen das deutsche Komponistenduo 2WEI, das für ihre Intro-Versionen einer Vielzahl erfolgreicher Lieder bekannt ist.
Am 26. Juli 2019 veröffentlichten Dimitri Vegas & Like Mike ihre zweite Kollaboration mit Steve Aoki, diesmal unter dem Pseudonym 3 Are Legend. Diese trägt den Titel Khaleesi und wurde gemeinsam mit W&W produziert. Ursprünglich samplete der Titel die Melodie des Liedes Komodo (Save a Soul) von Mauro Picotto aus dem Jahr 2000. Um urheberrechtlichen Problemen aus den Weg zu gehen, entfernten sie das Sample und mischten den Song neu auf. Der Titel orientiert sich an der gleichnamigen Figur aus der US-amerikanische Fantasy-Fernsehserie Game of Thrones. Am selben Tag erschien auch der Song Turn Up als dritte Auskopplung ihrer Tomorrowland-EP. Hierbei handelt es sich um eine Zusammenarbeit mit dem niederländischen Produzenten John Christian. Am Folgetag veröffentlichten sie als weitere Auskopplung einen Remix ihrer Single Instagram mit David Guetta, Daddy Yankee, Afro Bros und Natti Natasha, der von Bassjackers produziert wurde.
Am 2. August 2019 erschien die Single K20, ein bis dato ungespielter Titel. Er entstand in Zusammenarbeit mit dem italienischen DJ und Produzenten Angemi, der unter anderem ihre Lieder Complicated und All I Need coproduzierte. K20 entspricht einem kommerzielleren, Future-Bass-lastigen Stil. Am selben Tag koppelten sie auch den Song Boing aus ihrer Tomorrowland-EP aus. Diese entstand in Zusammenarbeit mit Quintino und Mad M.A.C. Mit den Liedern Everybody Clap mit Nicky Romero und Mortal Kombat Anthem mit Bassjackers und 2wei folgten zwei weitere Single-Auskopplungen. Letztere diente als Hymne des gleichnamigen Videospiels. Am 13. September 2019 erschien die Single The Flight, die in Zusammenarbeit mit Bassjackers und dem belgischen DJ-Duo D’Angelo & Francis entstand.
Der am 15. November 2019 erschienene Song Beast (All as One) stellt einen Remix des Liedes Cambodia von Kim Wilde aus dem Jahr 1981 dar. Es wurde in Zusammenarbeit mit den niederländischen Musikern Ummet Ozcan und Brennan Heart produziert. Zwei Wochen später folgte die Veröffentlichung des Liedes Boomshakalaka, einer Radio-Single, bei der sie ein weiteres Mal mit Afro Bros zusammenarbeiteten. Den Gesang steuerten die kolumbianischen Sänger Sebastián Yatra und Camilo sowie die argentinische Sängerin Emilia Mernes bei.

### 2020: Garden of Madness 2020 EP
Am 17. Januar 2020 veröffentlichte das Duo die Single The Anthem (Der Alte), die in Zusammenarbeit mit dem australischen DJ und Produzenten Timmy Trumpet entstand. Die Melodie des Songs basiert auf dem Dessauer Marsch von Leopold I. von Anhalt-Dessau aus dem frühen 18. Jahrhundert. Im März 2020 folgte das Lied The Chase, das die Melodie des Volksliedes Son ar chistr von Jean Bernard und Jean-Marie Prima aus dem Jahr 1929 adaptiert. Es wurde in Zusammenarbeit mit Quintino produziert. Am 24. April 2020 folgte die Single Happy Together Bassjackers, die einen Remix des gleichnamigen Liedes der US-amerikanischen Rockband The Turtles darstellt. Im Mai 2020 veröffentlichten sie mit Steve Aoki als 3 Are Legends sowie in Zusammenarbeit mit den niederländischen Produzenten Justin Prime und Sandro Silva die Single Raver Dome. Am 15. Mai 2019 erschien die Garden of Madness 2020 EP, die alle Singles, die seit The Flight veröffentlicht wurden sowie einen neuen Remix des Liedes Ocarina, produziert von Bassjackers, aus dem Jahr 2013 sowie den Song Girlz Wanna Have Fun von Mattn, Stavros Martina und Kevin D enthielt. Am 29. Mai 2020 folgte die Single Clap Your Hands, die gemeinsam mit W&W und Fedde Le Grand entstand.

### Studioalbum & unveröffentlichte Produktionen
Des Weiteren wird seit 2013 ein Studioalbum angekündigt, das mittlerweile mehrmals (aktuell bis auf Frühjahr 2017) verschoben wurde. Auf diesem sollen unter anderem neue Kooperationen mit Stromae, Martin Garrix und Vassy sowie zahlreiche bereits auf Liveshows gespielte Songs zu finden sein sollen. In einem Question and Answers gaben Dimitri Vegas und Like Mike bekannt, dass sie für das Album nur Eigenproduktionen geplant hätten und keine Remixe vorgesehen hätten. Das Ganze wurden von ihren Fans eher kritisch aufgenommen, da die Nachfrage ihrer Remixe zu unter anderem Ten Walls’ Walking with Elephants oder Jack Üs und Justin Biebers Where Are Ü Now bereits seit langer Zeit sehr enorm ist und von einem Release zusammen mit dem Album gehofft wurde. Ebenfalls wurde dort bekannt gegeben, dass ihre Lieder Destruction mit Diplo und DJ Ghost sowie die, zu dem Zeitpunkt noch nicht zur Veröffentlichung vorgesehene Insanity mit Blasterjaxx nicht erscheinen würde. Zuletzt erklärten sie, dass die Produktionen Yemaya, We Are Legend als 3 Are Legend und Whisper, zusammen mit Tiësto auf Grund der Suche nach Vocals noch nicht veröffentlicht wurden. Dennoch wurden etliche unveröffentlichte Lieder unter anderem in Aftermovies bei verschiedenen Festivals sowie in Radioshows und Podcasts vom Duo selber gespielt und finden ihre Wege ins Internet. Auf den Plattformen YouTube und SoundCloud erscheinen zudem zahlreiche Remakes oder gar von Projekten wie Jaxx & Vega (Louder, Van Gogh, We Are Legend) und Merzo (Stampede, Insanity) fertig produzierte Tracks, die auf Previews oder Rips basieren.
Dimitri Vegas & Like Mike produzierten an Apple MacBooks mit Logic Pro, was sie mit der Verwendung von Focus-Forte-Interface, Slim-Line-Controllern und Speaker-Monitoren begründen.

## Vorwürfe und Kritik

### Ghostproduktion und Verschleierung
Zwischen 2012 und 2014 wurde in der EDM-Szene unter anderem durch die Ghostproduktion von Maarten Vorwerk bei Sandro Silvas und Quintinos Epic auf Ghostproduzenten aufmerksam gemacht. Im Repertoire der Verwertungsgesellschaft ASCAP wurde in den Credits von Wakanda ebenfalls Vorwerk als Produzent genannt, wodurch sie schnell in den Fokus vieler Gerüchte rückten. Bei weiteren Liedern verschwand Vorwerk aus den Credits, obwohl das Duo in einem Interview mit YourEDM erwähnte, dass sie jeglichen weiteren Produzenten erwähnen würden. In einem Interview mit dem Online-Magazin Dance-Charts, erklärte der deutsche DJ und Produzent Tujamo:

„Die arbeiten schon mit. Sie haben natürlich nicht mitproduziert, das ist klar, aber sie haben immer gute Argumente, geben gute Änderungsvorschläge, haben gute Ideen. Klar, die haben nicht alle Produktionen selber gemacht, das weiß inzwischen jeder, aber die arbeiten auf eine andere Art und Weise sehr hart, gerade im Bereich der Social Media und so weiter, was mittlerweile ja nicht zu verachten ist.“

 Zudem wird von Kritikern bemängelt, dass den Produktionen des Duos eine „persönliche Note“ fehle. So hätten Lieder wie Tremor lediglich stilistische Mittel von Martin Garrix oder The Hum nur die von Ummet Ozcan. Weiterhin verschwinden oder erscheinen ihre Namen wahllos von unterschiedlichen Titeln. Beispielsweise erzählten W&W in einem Vlog, dass sie während des Flugs zu einem ihrer Auftritte einen Remix zu Where Are Ü Now von Jack Ü und Justin Bieber fertiggestellt hätten. Später stand in einer Tracklist ebenfalls der Name von Dimitri Vegas & Like Mike neben dem von W&W. In ihrer „Smash-the-House“-Folge, die im Zuge ihres Auftritts in Antwerp 2014 hieß es, dass sie gemeinsam mit Boostedkids einen Remix zu Strange Entity von Oscar & The Wolf produziert hätten. Doch zu Release waren ihre Namen nicht mehr auf dem Cover zu lesen.

### Unverhältnismäßige Werbekampagnen
Im Zusammenhang mit ihrem Sieg bei den DJ-Mag-Votings 2015 wurden Stimmen laut, die beiden DJs hätten die Votes gekauft. Junge Frauen mit iPads sollen bei Konzerten und Festivals, auf denen Dimitri Vegas & Like Mike spielten, die Fans versucht haben davon zu überzeugen, sofort für sie zu voten. Aber auch Schulen seien in den Pausen besucht worden, weil sich die meisten jungen Leute besonders einfach überreden ließen. Das Management von Dimitri Vegas & Like Mike kommentierte die Vorwürfe so:

„Wie alle anderen DJs haben wir in der Tat eine Werbekampagne gestartet. Dimitri Vegas & Like Mike haben aber verdient gewonnen. Sie bereisen nun die Welt. Und wo immer sie eine Show geben, ist diese innerhalb kürzester Zeit ausverkauft. Darum haben sie gewonnen, und nicht wegen der iPad-Votes. Es macht Spaß zu gewinnen, nicht zu verlieren.“

### Vermeintlicher Technical Rider
Im Herbst 2016 kursierte der sogenannte angebliche Technical Rider des Duos durch das Internet. Dieser listete alle Forderungen im Falle einer Buchung auf. Kritik erhielt das Duo für die wohl utopischen Bedingungen an den Festival-Betreiber, der in „vor der Show“, „während der Show“ und „nach der Show“ aufgeteilt war. Darunter waren über 100 Getränke-Flaschen, 6 Pizzen, 10 McChicken-Burger sowie 10 Lotto-Tickets, Aufladekabel, 4 Schachteln Zigaretten und Hotelzimmerschlüssel.

## Mitglieder
- Dimitri Vegas (* 16. Mai 1982, als Dimitrios Anastasios Thivaios)
  - Laut eigener Aussage als DJ des Projekts zu beschreiben
  - ist verheiratet mit Mattn
  - ist Großer Comic-Fan, was in mehreren Musikvideos widergespiegelt wird
  - baut aus angefangenen Produktionen einen Track zu Ende
- Like Mike (* 2. Dezember 1985, als Michael Karl Thivaios)
  - Laut eigener Aussage als Produzent und MC des Projekts zu beschreiben
  - ist in einer Beziehung mit der Sportlerin Alli Danielle Garcia
  - ist für die meisten Melodien verantwortlich, die ihm laut eigener Aussage unter der Dusche in den Sinn kommen

## Diskografie
Kompilationen
| Jahr | Titel Musiklabel                                            | Anmerkungen                                              |
| ---- | ----------------------------------------------------------- | -------------------------------------------------------- |
| 2010 | Smash the House! DJ Magazine                                | Erstveröffentlichung: Februar 2010 nur in Großbritannien |
| 2014 | Awesome Edm Vol. 1 Love Da Records                          | Erstveröffentlichung: 6. Juni 2014 nur in Hong Kong      |
| 2016 | Tomorrowland Anthems – The Best of Avex Music Creative Inc. | Erstveröffentlichung: 13. Januar 2016 nur in Japan       |